# Cazzie Russell
Cazzie Lee Russell (ur. 6 czerwca 1944 w Chicago) – amerykański koszykarz, obrońca, mistrz NBA, uczestnik meczu gwiazd NBA, trener koszykarski, aktualnie asystent trenera zespołu Armstrong Pirates.

## Osiągnięcia

### NCAA
- 3-krotny mistrz konferencji Big Ten (1964-66)
- 2-krotny uczestnik NCAA Final Four (1964-65)
- Zawodnik roku NCAA według:
  - Helms Foundation (1966)[3]
  - USBWA (1966)[4]
  - Associated Press (1966)[5]
  - United Press International (1966)[6]
  - Sporting News (1966)[7]
- Wybrany do:
  - I składu:
    - All-American (1965-1966)[8]
    - turnieju NCAA (1965)[9]

  - II składu All-American (1964)[8]
  - grona - 100 Legends of IHSA Boys Basketball (2006)
  - Akademickiej Galerii Sław Koszykówki (2011)[10]

### NBA
- Mistrz NBA (1970)[1]
- Uczestnik meczu gwiazd:
  - NBA (1972)[2]
  - Legend NBA (1986, 1990)[11]
- Wybrany do I składu debiutantów NBA (1967)[12]
- Lider play-off w skuteczności rzutów wolnych (1970, 1971)[13]

### Inne
- Mistrz AAU (1966)
- Najlepszy nowo przybyły zawodnik CBA (1981)

### Trenerskie
- Mistrz CBA (1982)
- Trener Roku CBA (1982)